# Střední knihovnická škola v Brně
Střední knihovnická škola v Brně je spojena s bývalou Obchodní akademií na Kotlářské ulici a s Vyšší odbornou školou obchodní na Pionýrské ulici, současný název školy je Obchodní akademie, střední odborná škola knihovnická a vyšší odborná škola Brno, sídlí v Brně na Kotlářské ulici. Zřizovatelem celé školy je Jihomoravský kraj. Jedná se o státní školu, která poskytuje čtyřleté studium zakončené maturitní zkouškou.

## Historie školy
Počátky Střední knihovnické školy v Brně jsou spojeny s rokem 1952, kdy byla otevřena jedna knihovnická větev při gymnáziu. Vznik středoškolského knihovnického vzdělání souvisel s počátkem a budováním lidových knihoven. Osvětová škola s knihovnickou větví vznikla v roce 1954, jednalo se o čtyřletou odbornou školu ukončenou maturitní zkouškou se zaměřením na knihovnictví, osvětovou práci, vědecko-osvětovou propagaci, tj. muzea a památkovou péči. V roce 1955 byly zrušeny obory osvěta a vědecko-osvětová propagace a zůstalo jen čtyřleté studium se zaměřením na knihovnictví, v roce 1956 vzniklo dvouleté nástavbové studium pro absolventy SVVŠ. V roce 1961 bylo vedle knihovnického vzdělávání nově zřízeno čtyřleté vzdělávání vědecké a technické informace, dálkové pětileté a dvouleté a tříleté nástavbové studium vědecké a technické informace. V roce 1982 bylo ukončeno nástavbové studium vědecké a technické informace a knihovnictví. V roce 1984 vznikl obor vědecké informace a knihovnictví, v roce 1992 se změnil na obor knihovnické a informační systémy a služby. V souvislosti se změnou oboru se změnil i název školy. V roce 1996 se součástí školy stala Vyšší odborná škola se studijním oborem Informační systémy. V roce 2002 oslavila škola 50. výročí vzniku. 
V roce 2007 byla sloučena s Obchodní akademií a Vyšší odbornou školou sociální pod názvem Obchodní akademie, Střední odborná škola knihovnická a Vyšší odborná škola knihovnických, informačních a sociálních služeb, Brno, Kotlářská 9. Ke sloučení škol došlo v rámci optimalizace sítě škol. Od roku 2010 zahájila střední škola vzdělávání podle nového ŠVP, obor byl nazván Informační služby se zaměřením na knihovnictví a informační služby, na vyšší odborné škole probíhala výuka podle nové akreditace, vzdělávací program měl název Informační služby a knihovnictví. 
V roce 2013 se celá škola sloučila s Vyšší odbornou školou obchodní, Brno, Pionýrská 23. Vznikla škola s novým názvem, přebrala všechny závazky, povinnosti a práva obou sloučených škol. Výuka probíhala v budovách na Kotlářské 9 i na Pionýrské 23. V roce 2019 bylo rozhodnuto o přestěhování školy z ulice Pionýrské na ulici Kotlářskou. Od roku 2020 má škola upravený název. Výuka probíhá na ulici Kotlářská 9, na střední odborné škole pod názvem Informační služby se zaměřením na knihovnictví a informační služby a na vyšší odborné škole s názvem Informační služby a knihovnictví.
Na Střední knihovnické škole v Brně, jejíž název se v letech různě měnil, vystudovalo velké množství studentů, kteří se uplatnili a uplatňují v různých oborech činnosti, učilo zde mnoho význačných osobností. 

### Názvy školy
- Pedagogické gymnázium (1952/53–1953/54)
- Osvětová škola (1954/55–1960/61)
- Střední knihovnická škola (1961/62–1994/95)
- Střední škola informačních a knihovnických služeb (1995/96)
- Vyšší odborná škola a Střední odborná škola informačních a knihovnických služeb (1996/97–2007/08)
- Obchodní akademie, Střední odborná škola knihovnická a Vyšší odborná škola knihovnických, informačních a sociálních služeb Brno, Kotlářská 9 (2007/08–2013/14)
- Obchodní akademie, Střední odborná škola knihovnická a Vyšší odborná škola Brno (2013/14–2015/16)
- Obchodní akademie, Střední odborná škola knihovnická a Vyšší odborná škola Brno, příspěvková organizace (2015/16–2019/20)
- Obchodní akademie, střední odborná škola knihovnická a vyšší odborná škola Brno, příspěvková organizace (2020/21)
- Obchodní akademie a vyšší odborná škola Brno, Kotlářská, příspěvková organizace (2020/21-)

### Sídla školy
- Poříčí 11 (1952/53–1955/56)
- Vysoká škola zemědělská (Jánská, Rooseveltova, Radnická, 1956/57)
- SZŠ Merhautova (1957/58)
- Poříčí 31 (1958/59–1959/61)
- Křížová 48/50 (1961/62–1962/63)
- Gymnázium Koněvova (1963/64–1969/70)
- Klášterského, Opuštěná (1970/71)
- Filipínského 1 (1971/72–1988/89)
- Hapalova 6 (1989/90–2007/08)
- Kotlářská 9 (2007/2008–)

## Ředitelé a zástupci školy

### Ředitelé
- Břetislav Hronek (1952–1955)
- Rudolf Cimprich (1955–1956)
- Josef Husák (1956–1958)
- Zdena Ditrichová (1958–1960)
- PhDr. Karel Makovský (1960–1971)
- Ing. Věra Veličková (1971–1976)
- Naďa Kuběnová (1976–1978)
- Zdeněk Kopuletý (1978–1983)
- Mgr. Eva Sobotová (1983–1996)
- PhDr. Jana Slámová (1996–2007)

### Zástupci
- Josef Koreis (1954–1964)
- Valérie Vignatiová (1964–1966)
- Vladimír Přibylský (1966–1973)
- Naďa Kuběnová (1973–1974)
- PhDr. Rudolf Buchta (1974–1975)
- Miloš Štěrba (1975–1977)
- Milan Kalas (1977–1978)
- Marie Vlková (1978–1988)
- PhDr. Jana Prušová (1988–2007)

## Osobnosti

### Pedagogové (bývalí)

#### Odborné předměty
- Ing. Jaroslava Čihounková
- Mgr. Renata Gajdošová
- Alena Jeřábková
- Otokar Nečas
- Miloš Papírník
- Jiří Potáček
- Bohumila Sedláková
- Věra Slavíková
- Kateřina Smutná
- Bohumír Smutný
- Blahoslav Španiel
- Ivan Štarha
- Hubert Valášek

#### Všeobecné předměty
- PhDr. Eva Bilíková
- Lenka Brodecká
- Jarmila Coufalová
- Mgr. Anna Grünwaldová
- Doc. PhDr. Mojmír Hájek, CSc.[7]
- Věra Hofmanová (Květa Legátová)
- Mgr. Věra Kouřilová
- RNDr. František Novák
- RNDr. Jitka Novotná
- Mgr. Eliška Portešová
- Miloslava Schmiedová
- Mgr. Marcela Slanařová (Prudíková)
- Mgr. Jindřiška Svobodová
- RNDr. Věra Šubrtová
- Vít Závodský

### Absolventi

#### Působící v oboru
- Eva Cerniňáková
- Miloš Dempír
- Adéla Dilhofová
- Přemysl Hnilička
- Jaromír Kubíček
- Šárka Ondrušková
- Jana Šubrová

#### V jiných oborech
- Radmila Adamová
- Jiří Bartoň
- Vendula Borůvková
- Jiří Burýšek

- Eva Dohnálková
- Jan Doležel (režisér)
- Michal Doležel
- Kateřina Dubská
- Jiří Friedl
- Silvie Friedmannová
- Barbara Gregorová
- Marie Hajdová
- Hana Hložková
- Andrea Jochmanová
- Monika Juchová
- Michal Konečný
- Petr Kuběnský
- Petr Mikeš
- Ondřej Neubauer
- Jaromír Nohavica
- Jana Písaříková
- Jan Antonín Pitínský
- Petra Richter Kohutová
- Lenka Schubertová
- Vladimír Šaur
- Hana Ulrychová
- Andrea Vatulíková
- Jakub Votýpka
- Jiří Zimovčák